# Maasia ovalifolia
Maasia ovalifolia är en kirimojaväxtart som först beskrevs av Rogstad, och fick sitt nu gällande namn av Mols, Keßler och Rogstad. Maasia ovalifolia ingår i släktet Maasia och familjen kirimojaväxter. Inga underarter finns listade i Catalogue of Life.